# Campionato europeo maschile di pallacanestro 1951
Il 7º Campionato Europeo Maschile di Pallacanestro FIBA (noto anche come FIBA EuroBasket 1951) si è tenuto dal 3 al 12 maggio 1951 a Parigi in Francia.
I Campionati europei maschili di pallacanestro sono una manifestazione biennale tra le squadre nazionali organizzata dalla FIBA Europe.

## Sede delle partite
| Città  | Impianto          | Capienza |
| ------ | ----------------- | -------- |
| Parigi | Vélodrome d'Hiver | -        |

## Partecipanti
Partecipano diciotto nazionali divise in quattro gruppi, due da cinque e due da quattro squadre, la vincente di ogni gara si aggiudica due punti, la perdente uno.
| Gruppe A                                                  | Gruppe B | Gruppe C                                   | Gruppe D                                            |
| --------------------------------------------------------- | --- | ------------------------------------------ | --------------------------------------------------- |
| - Francia - Italia - Lussemburgo - Paesi Bassi - Svizzera | - Danimarca - Finlandia - Austria - [[File: Flag of the Soviet Union (1936 – 1955).svg\|class=noviewer\| Unione Sovietica (bandiera)\|border\|20x16px]] [[Nazionale maschile di pallacanestro dell' Unione Sovietica\| Unione Sovietica]] - Turchia | - Bulgaria - Grecia - Portogallo - Romania | - Belgio - Germania Ovest - Scozia - Cecoslovacchia |

## Prima fase
Le prime due di ogni girone accedono alla fase finale, la terza e la quarta giocano per i posti dal nono al sedicesimo.

### Gruppo A
| Team           | V - P | Pf - Ps   | Pts | +/-  |
| -------------- | ----- | --------- | --- | ---- |
| 1. Italia      | 3 - 1 | 233 - 132 | 7   | +101 |
| 2. Francia     | 3 - 1 | 232 - 146 | 7   | +86  |
| 3. Paesi Bassi | 3 - 1 | 172 - 177 | 7   | -5   |
| 4. Svizzera    | 1 - 3 | 180 - 214 | 5   | -34  |
| 5. Lussemburgo | 0 - 4 | 114 - 262 | 4   | -148 |

| Gara | Team 1      | Team 2      | 1.T.  | 2.T.  | Supp. | Finale |
| ---- | ----------- | ----------- | ----- | ----- | ----- | ------ |
| A1   | Francia     | Italia      | 20:16 | 29:21 | –     | 49:37  |
| A2   | Paesi Bassi | Francia     | 19:24 | 31:24 | –     | 50:48  |
| A3   | Francia     | Lussemburgo | 32:14 | 40:12 | –     | 72:26  |
| A4   | Francia     | Svizzera    | 29:14 | 34:19 | –     | 63:33  |
| A5   | Italia      | Paesi Bassi | 25:16 | 28:12 | –     | 53:28  |
| A6   | Lussemburgo | Italia      | 9:36  | 11:40 | –     | 20:76  |
| A7   | Italia      | Svizzera    | 34:19 | 33:16 | –     | 67:35  |
| A8   | Lussemburgo | Paesi Bassi | 11:21 | 21:25 | –     | 32:46  |
| A9   | Svizzera    | Paesi Bassi | 19:29 | 25:19 | –     | 44:48  |
| A10  | Lussemburgo | Svizzera    | 18:31 | 18:37 | –     | 36:68  |

### Gruppo B
| Team | V - P | Pf - Ps   | Pt | +/-  |
| --- | ----- | --------- | -- | ---- |
| 1. [[File: Flag of the Soviet Union (1936 – 1955).svg\|class=noviewer\| Unione Sovietica (bandiera)\|border\|20x16px]] [[Nazionale maschile di pallacanestro dell' Unione Sovietica\| Unione Sovietica]] | 4 - 0 | 312 - 117 | 8  | +195 |
| 2. Turchia | 3 - 1 | 227 - 154 | 7  | +73  |
| 3. Finlandia | 2 - 2 | 175 - 180 | 6  | -5   |
| 4. Austria | 1 - 3 | 112 - 200 | 5  | -88  |
| 5. Danimarca | 0 - 4 | 94 - 269  | 4  | -175 |

| Gara | Team 1 | Team 2 | 1.T.  | 2.T.  | Supp. | Finale |
| ---- | --- | --- | ----- | ----- | ----- | ------ |
| B1   | [[File: Flag of the Soviet Union (1936 – 1955).svg\|class=noviewer\| Unione Sovietica (bandiera)\|border\|20x16px]] [[Nazionale maschile di pallacanestro dell' Unione Sovietica\| Unione Sovietica]] | Turchia | 32:13 | 26:21 | –     | 58:34  |
| B2   | Danimarca | [[File: Flag of the Soviet Union (1936 – 1955).svg\|class=noviewer\| Unione Sovietica (bandiera)\|border\|20x16px]] [[Nazionale maschile di pallacanestro dell' Unione Sovietica\| Unione Sovietica]] | 6:45  | 7:64  | –     | 13:109 |
| B3   | [[File: Flag of the Soviet Union (1936 – 1955).svg\|class=noviewer\| Unione Sovietica (bandiera)\|border\|20x16px]] [[Nazionale maschile di pallacanestro dell' Unione Sovietica\| Unione Sovietica]] | Austria | 42:17 | 29:17 | –     | 71:34  |
| B4   | Finlandia | [[File: Flag of the Soviet Union (1936 – 1955).svg\|class=noviewer\| Unione Sovietica (bandiera)\|border\|20x16px]] [[Nazionale maschile di pallacanestro dell' Unione Sovietica\| Unione Sovietica]] | 17:32 | 19:42 | –     | 36:74  |
| B5   | Turchia | Danimarca | 41:18 | 42:18 | –     | 83:36  |
| B6   | Austria | Turchia | 7:32  | 11:18 | –     | 18:50  |
| B7   | Turchia | Finlandia | 32:12 | 28:30 | –     | 60:42  |
| B8   | Danimarca | Austria | 10:18 | 16:15 | –     | 26:33  |
| B9   | Finlandia | Danimarca | 21:7  | 23:12 | –     | 44:19  |
| B10  | Austria | Finlandia | 8:25  | 19:28 | –     | 27:53  |

### Gruppo C
| Team          | V - P | Pf - Ps   | Pt | +/- |
| ------------- | ----- | --------- | -- | --- |
| 1. Bulgaria   | 3 - 0 | 147 - 70  | 6  | +77 |
| 2. Grecia     | 2 - 1 | 121 - 103 | 5  | +18 |
| 3. Portogallo | 1 - 2 | 69 - 158  | 4  | -89 |
| 4. Romania    | 0 - 3 | 0 - 6     | 0  | -6  |

La Romania, non presente, viene classificata al diciottesimo posto, le viene assegnata la sconfitta a tavolino per due a zero in tutte le partite.
| Gara | Team 1     | Team 2     | 1.T.  | 2.T.  | Supp. | Finale |
| ---- | ---------- | ---------- | ----- | ----- | ----- | ------ |
| C1   | Grecia     | Bulgaria   | 16:19 | 22:49 | –     | 38:68  |
| C2   | Portogallo | Grecia     | 15:38 | 20:43 | –     | 35:81  |
| C3   | Grecia     | Romania    | 0:0   | 2:0   | –     | 2:0    |
| C4   | Bulgaria   | Portogallo | 34:13 | 43:19 | –     | 77:32  |
| C5   | Bulgaria   | Romania    | 0:0   | 2:0   | –     | 2:0    |
| C6   | Portogallo | Romania    | 0:0   | 2:0   | –     | 2:0    |

### Gruppo D
| Team              | V - P | Pf - Ps   | Pt | +/-  |
| ----------------- | ----- | --------- | -- | ---- |
| 1. Belgio         | 3 - 0 | 208 - 81  | 6  | +127 |
| 2. Cecoslovacchia | 2 - 1 | 203 - 99  | 5  | +104 |
| 3. Germania Ovest | 1 - 2 | 117 - 157 | 4  | -40  |
| 4. Scozia         | 0 - 3 | 68 - 259  | 3  | -191 |

| Gara | Team 1         | Team 2         | 1.T.  | 2.T.  | Supp. | Finale |
| ---- | -------------- | -------------- | ----- | ----- | ----- | ------ |
| D1   | Cecoslovacchia | Belgio         | 23:19 | 15:32 | –     | 38:51  |
| D2   | Scozia         | Cecoslovacchia | 8:60  | 10:43 | –     | 18:103 |
| D3   | Cecoslovacchia | Germania Ovest | 24:9  | 38:21 | –     | 62:30  |
| D4   | Belgio         | Scozia         | 38:10 | 49:15 | –     | 87:25  |
| D5   | Germania Ovest | Belgio         | 6:35  | 12:35 | –     | 18:70  |
| D6   | Scozia         | Germania Ovest | 11:36 | 14:33 | –     | 25:69  |

### Incontro di qualificazione
La vincitrice dell'incontro di qualificazione accede alla fase che assegna le posizioni dalla nona alla sedicesima, la sconfitta è diciassettesima nella classifica finale.
| Gara | Team 1    | Team 2      | 1.T.  | 2.T.  | Supp. | Finale |
| ---- | --------- | ----------- | ----- | ----- | ----- | ------ |
| 33   | Danimarca | Lussemburgo | 21:26 | 25:19 | –     | 46:45  |

## Seconda fase
Le terze e le quarte classificate della prima fase formano due gruppi da quattro squadre, le prime due di ogni gruppo si sfidano in un torneo ad eliminazione diretta per i posti dal nono al docecesimo, le terze e le quarte sempre in un torneo ad eliminazione diretta si disputano i posti dal tredicesimo al sedicesimo.

### Gruppo 1
| Team              | V - P | Pf - Ps   | Pt | +/- |
| ----------------- | ----- | --------- | -- | --- |
| 1. Austria        | 3 - 0 | 118 - 102 | 6  | +16 |
| 2. Germania Ovest | 1 - 2 | 132 - 129 | 4  | +3  |
| 3. Svizzera       | 1 - 2 | 134 - 136 | 4  | -2  |
| 4. Portogallo     | 1 - 2 | 122 - 139 | 4  | -17 |

| Gara | Team 1         | Team 2         | 1.T.  | 2.T.  | Supp. | Finale |
| ---- | -------------- | -------------- | ----- | ----- | ----- | ------ |
| 1/1  | Germania Ovest | Portogallo     | 31:20 | 16:19 | –     | 47:39  |
| 1/2  | Austria        | Germania Ovest | 10:14 | 29:23 | –     | 39:37  |
| 1/3  | Svizzera       | Germania Ovest | 28:25 | 23:23 | –     | 51:48  |
| 1/4  | Portogallo     | Austria        | 14:26 | 17:17 | –     | 31:43  |
| 1/5  | Svizzera       | Portogallo     | 31:28 | 18:24 | –     | 49:52  |
| 1/6  | Svizzera       | Austria        | 20:17 | 14:19 | –     | 34:36  |

### Gruppo 2
| Team           | V - P | Pf - Ps   | Pt | +/- |
| -------------- | ----- | --------- | -- | --- |
| 1. Finlandia   | 3 - 0 | 201 - 119 | 6  | +82 |
| 2. Paesi Bassi | 2 - 1 | 162 - 111 | 5  | +51 |
| 3. Danimarca   | 1 - 2 | 99 - 158  | 4  | -59 |
| 4. Scozia      | 0 - 3 | 101 - 175 | 3  | -74 |

| Gara | Team 1      | Team 2      | 1.T.  | 2.T.  | Supp. | Finale |
| ---- | ----------- | ----------- | ----- | ----- | ----- | ------ |
| 2/1  | Finlandia   | Paesi Bassi | 40:31 | 26:21 | –     | 66:52  |
| 2/2  | Scozia      | Finlandia   | 13:34 | 19:39 | –     | 32:73  |
| 2/3  | Danimarca   | Finlandia   | 15:33 | 20:29 | –     | 35:62  |
| 2/4  | Paesi Bassi | Scozia      | 34:13 | 21:15 | –     | 55:28  |
| 2/5  | Danimarca   | Paesi Bassi | 6:28  | 11:27 | –     | 17:55  |
| 2/6  | Danimarca   | Scozia      | 28:18 | 19:23 | –     | 47:41  |

### Torneo nono dodicesimo posto
|  | Semifinali     | Semifinali     | Semifinali  |             |           | Nono posto       | Nono posto       | Nono posto       |  |
|  |                |                |             |             |           |                  |                  |                  |  |
|  | Finlandia      | Finlandia      | 67          |             |           |                  |                  |                  |  |
|  | Finlandia      | Finlandia      | 67          |             |           |                  |                  |                  |  |
|  | Germania Ovest | Germania Ovest | 56          |             |           |                  |                  |                  |  |
|  | Germania Ovest | Germania Ovest | 56          |             | Finlandia | Finlandia        | 57               |                  |  |
|  |                |                |             |             | Finlandia | Finlandia        | 57               |                  |  |
|  |                |                | Paesi Bassi | Paesi Bassi | 52        |                  |                  |                  |  |
|  | Austria        | Austria        | Paesi Bassi | Paesi Bassi | 52        | 28               |                  |                  |  |
|  | Austria        | Austria        |             |             |           | 28               |                  |                  |  |
|  | Paesi Bassi    | Paesi Bassi    | 44          |             |           | Dodicesimo Posto | Dodicesimo Posto | Dodicesimo Posto |  |
|  | Paesi Bassi    | Paesi Bassi    | 44          |             |           |                  |                  |                  |  |
|  |                |                |             |             |           |                  |                  |                  |  |
|  |                |                |             |             |           | Germania Ovest   | Germania Ovest   | 49               |  |
|  |                |                |             |             |           | Germania Ovest   | Germania Ovest   | 49               |  |
|  |                |                |             |             |           | Austria          | Austria          | 51               |  |

| Gara | Team 1         | Team 2         | 1.T.  | 2.T.  | Supp. | Finale |
| ---- | -------------- | -------------- | ----- | ----- | ----- | ------ |
| 48   | Finlandia      | Germania Ovest | 31:27 | 36:29 | –     | 67:56  |
| 49   | Austria        | Paesi Bassi    | 13:22 | 15:22 | –     | 28:44  |
| 52   | Germania Ovest | Austria        | 24:27 | 25:24 | –     | 49:51  |
| 53   | Finlandia      | Paesi Bassi    | 27:25 | 30:27 | –     | 57:52  |

### Torneo tredicesimo sedicesimo posto
|  | Semifinali | Semifinali | Semifinali |          |           | Tredicesimo posto | Tredicesimo posto | Tredicesimo posto |  |
|  |            |            |            |          |           |                   |                   |                   |  |
|  | Danimarca  | Danimarca  | 46         |          |           |                   |                   |                   |  |
|  | Danimarca  | Danimarca  | 46         |          |           |                   |                   |                   |  |
|  | Portogallo | Portogallo | 39         |          |           |                   |                   |                   |  |
|  | Portogallo | Portogallo | 39         |          | Danimarca | Danimarca         | 22                |                   |  |
|  |            |            |            |          | Danimarca | Danimarca         | 22                |                   |  |
|  |            |            | Svizzera   | Svizzera | 54        |                   |                   |                   |  |
|  | Svizzera   | Svizzera   | Svizzera   | Svizzera | 54        | 68                |                   |                   |  |
|  | Svizzera   | Svizzera   |            |          |           | 68                |                   |                   |  |
|  | Scozia     | Scozia     | 19         |          |           | Sedicesimo Posto  | Sedicesimo Posto  | Sedicesimo Posto  |  |
|  | Scozia     | Scozia     | 19         |          |           |                   |                   |                   |  |
|  |            |            |            |          |           |                   |                   |                   |  |
|  |            |            |            |          |           | Portogallo        | Portogallo        | 49                |  |
|  |            |            |            |          |           | Portogallo        | Portogallo        | 49                |  |
|  |            |            |            |          |           | Scozia            | Scozia            | 42                |  |

| Gara | Team 1     | Team 2     | 1.T.  | 2.T.  | Supp. | Finale |
| ---- | ---------- | ---------- | ----- | ----- | ----- | ------ |
| 46   | Danimarca  | Portogallo | 24:18 | 22:21 | –     | 46:39  |
| 47   | Svizzera   | Scozia     | 39:14 | 29:5  | –     | 68:19  |
| 50   | Portogallo | Scozia     | 27:24 | 22:18 | –     | 49:42  |
| 51   | Danimarca  | Svizzera   | 11:24 | 11:30 | –     | 22:54  |

## Fase finale
Le prime due dei gironi preliminari formano due gruppi da quattro squadre, ad eliminazione diretta. Le prime due classificate si affrontano per i primi quattro posti, le terze e le quarte per i posti dal quinto all'ottavo.

### Gruppo 1
| Team        | V - P | Pf - Ps   | Pt | +/- |
| ----------- | ----- | --------- | -- | --- |
| 1. Francia  | 2 - 1 | 149 - 140 | 5  | +9  |
| 2. Bulgaria | 2 - 1 | 152 - 142 | 5  | +10 |
| 3. Turchia  | 2 - 1 | 125 - 124 | 5  | +1  |
| 4. Belgio   | 0 - 3 | 122 - 142 | 3  | -20 |

| Gara | Team 1   | Team 2   | 1.T.  | 2.T.  | Supp. | Finale |
| ---- | -------- | -------- | ----- | ----- | ----- | ------ |
| 1/1  | Belgio   | Bulgaria | 14:26 | 27:25 | –     | 41:51  |
| 1/2  | Turchia  | Belgio   | 18:18 | 20:14 | –     | 38:32  |
| 1/3  | Francia  | Belgio   | 26:34 | 27:15 | –     | 53:49  |
| 1/4  | Bulgaria | Turchia  | 36:24 | 16:21 | –     | 52:45  |
| 1/5  | Francia  | Bulgaria | 26:24 | 30:25 | –     | 56:49  |
| 1/6  | Francia  | Turchia  | 17:22 | 23:20 | –     | 40:42  |

### Gruppo 2
| Team | V - P | Pf - Ps   | Pt | +/- |
| --- | ----- | --------- | -- | --- |
| 1. [[File: Flag of the Soviet Union (1936 – 1955).svg\|class=noviewer\| Unione Sovietica (bandiera)\|border\|20x16px]] [[Nazionale maschile di pallacanestro dell' Unione Sovietica\| Unione Sovietica]] | 3 - 0 | 175 - 121 | 6  | +54 |
| 2. Cecoslovacchia | 2 - 1 | 157 - 127 | 5  | +30 |
| 3. Italia | 1 - 2 | 140 - 177 | 4  | -37 |
| 4. Grecia | 0 - 3 | 133 - 180 | 3  | -47 |

| Gara | Team 1 | Team 2 | 1.T.  | 2.T.  | Supp. | Finale |
| ---- | --- | --- | ----- | ----- | ----- | ------ |
| 2/1  | [[File: Flag of the Soviet Union (1936 – 1955).svg\|class=noviewer\| Unione Sovietica (bandiera)\|border\|20x16px]] [[Nazionale maschile di pallacanestro dell' Unione Sovietica\| Unione Sovietica]] | Italia | 35:25 | 25:17 | –     | 60:42  |
| 2/2  | Cecoslovacchia | [[File: Flag of the Soviet Union (1936 – 1955).svg\|class=noviewer\| Unione Sovietica (bandiera)\|border\|20x16px]] [[Nazionale maschile di pallacanestro dell' Unione Sovietica\| Unione Sovietica]] | 26:25 | 11:28 | –     | 37:53  |
| 2/3  | Grecia | [[File: Flag of the Soviet Union (1936 – 1955).svg\|class=noviewer\| Unione Sovietica (bandiera)\|border\|20x16px]] [[Nazionale maschile di pallacanestro dell' Unione Sovietica\| Unione Sovietica]] | 32:35 | 10:27 | –     | 42:62  |
| 2/4  | Italia | Cecoslovacchia | 12:32 | 22:34 | –     | 34:66  |
| 2/5  | Grecia | Italia | 27:32 | 24:32 | –     | 51:64  |
| 2/6  | Grecia | Cecoslovacchia | 17:20 | 23:34 | –     | 40:54  |

### Torneo finale
|  | Semifinali | Semifinali | Semifinali | |                | Primo posto    | Primo posto | Primo posto |  |
|  | | | | |                |                |             |             |  |
|  | Francia | Francia | 50 | |                |                |             |             |  |
|  | Francia | Francia | 50 | |                |                |             |             |  |
|  | Cecoslovacchia | Cecoslovacchia | 59 | |                |                |             |             |  |
|  | Cecoslovacchia | Cecoslovacchia | 59 | | Cecoslovacchia | Cecoslovacchia | 44          |             |  |
|  | | | | | Cecoslovacchia | Cecoslovacchia | 44          |             |  |
|  | | | [[File: Flag of the Soviet Union (1936 – 1955).svg\|class=noviewer\| Unione Sovietica (bandiera)\|border\|20x16px]] [[Nazionale maschile di pallacanestro dell' Unione Sovietica\| Unione Sovietica]] | [[File: Flag of the Soviet Union (1936 – 1955).svg\|class=noviewer\| Unione Sovietica (bandiera)\|border\|20x16px]] [[Nazionale maschile di pallacanestro dell' Unione Sovietica\| Unione Sovietica]] | 45             |                |             |             |  |
|  | [[File: Flag of the Soviet Union (1936 – 1955).svg\|class=noviewer\| Unione Sovietica (bandiera)\|border\|20x16px]] [[Nazionale maschile di pallacanestro dell' Unione Sovietica\| Unione Sovietica]] | [[File: Flag of the Soviet Union (1936 – 1955).svg\|class=noviewer\| Unione Sovietica (bandiera)\|border\|20x16px]] [[Nazionale maschile di pallacanestro dell' Unione Sovietica\| Unione Sovietica]] | [[File: Flag of the Soviet Union (1936 – 1955).svg\|class=noviewer\| Unione Sovietica (bandiera)\|border\|20x16px]] [[Nazionale maschile di pallacanestro dell' Unione Sovietica\| Unione Sovietica]] | [[File: Flag of the Soviet Union (1936 – 1955).svg\|class=noviewer\| Unione Sovietica (bandiera)\|border\|20x16px]] [[Nazionale maschile di pallacanestro dell' Unione Sovietica\| Unione Sovietica]] | 45             | 72             |             |             |  |
|  | [[File: Flag of the Soviet Union (1936 – 1955).svg\|class=noviewer\| Unione Sovietica (bandiera)\|border\|20x16px]] [[Nazionale maschile di pallacanestro dell' Unione Sovietica\| Unione Sovietica]] | [[File: Flag of the Soviet Union (1936 – 1955).svg\|class=noviewer\| Unione Sovietica (bandiera)\|border\|20x16px]] [[Nazionale maschile di pallacanestro dell' Unione Sovietica\| Unione Sovietica]] | | |                | 72             |             |             |  |
|  | Bulgaria | Bulgaria | 54 | |                | Terzo Posto    | Terzo Posto | Terzo Posto |  |
|  | Bulgaria | Bulgaria | 54 | |                |                |             |             |  |
|  | | | | |                |                |             |             |  |
|  | | | | |                | Francia        | Francia     | 55          |  |
|  | | | | |                | Francia        | Francia     | 55          |  |
|  | | | | |                | Bulgaria       | Bulgaria    | 52          |  |

| Gara | Team 1 | Team 2 | 1.T.  | 2.T.  | Supp. | Finale |
| ---- | --- | --- | ----- | ----- | ----- | ------ |
| 68   | Francia | Cecoslovacchia | 22:34 | 28:25 | –     | 50:59  |
| 69   | [[File: Flag of the Soviet Union (1936 – 1955).svg\|class=noviewer\| Unione Sovietica (bandiera)\|border\|20x16px]] [[Nazionale maschile di pallacanestro dell' Unione Sovietica\| Unione Sovietica]] | Bulgaria | 38:20 | 34:34 | –     | 72:54  |
| 72   | Francia | Bulgaria | 26:26 | 29:26 | –     | 55:52  |
| 73   | Cecoslovacchia | [[File: Flag of the Soviet Union (1936 – 1955).svg\|class=noviewer\| Unione Sovietica (bandiera)\|border\|20x16px]] [[Nazionale maschile di pallacanestro dell' Unione Sovietica\| Unione Sovietica]] | 19:19 | 25:26 | –     | 44:45  |

### Torneo quinto ottavo posto
|  | Semifinali | Semifinali | Semifinali |         |        | Quinto posto | Quinto posto | Quinto posto |  |
|  |            |            |            |         |        |              |              |              |  |
|  | Italia     | Italia     | 48         |         |        |              |              |              |  |
|  | Italia     | Italia     | 48         |         |        |              |              |              |  |
|  | Belgio     | Belgio     | 36         |         |        |              |              |              |  |
|  | Belgio     | Belgio     | 36         |         | Italia | Italia       | 43           |              |  |
|  |            |            |            |         | Italia | Italia       | 43           |              |  |
|  |            |            | Turchia    | Turchia | 38     |              |              |              |  |
|  | Turchia    | Turchia    | Turchia    | Turchia | 38     | 42           |              |              |  |
|  | Turchia    | Turchia    |            |         |        | 42           |              |              |  |
|  | Grecia     | Grecia     | 36         |         |        | Ottavo Posto | Ottavo Posto | Ottavo Posto |  |
|  | Grecia     | Grecia     | 36         |         |        |              |              |              |  |
|  |            |            |            |         |        |              |              |              |  |
|  |            |            |            |         |        | Belgio       | Belgio       | 39           |  |
|  |            |            |            |         |        | Belgio       | Belgio       | 39           |  |
|  |            |            |            |         |        | Grecia       | Grecia       | 28           |  |

| Gara | Team 1  | Team 2  | 1.T.  | 2.T.  | Supp. | Finale |
| ---- | ------- | ------- | ----- | ----- | ----- | ------ |
| 66   | Italia  | Belgio  | 30:15 | 18:21 | –     | 48:36  |
| 67   | Turchia | Grecia  | 20:18 | 22:18 | –     | 42:36  |
| 70   | Belgio  | Grecia  | 24:9  | 15:19 | –     | 39:28  |
| 71   | Italia  | Turchia | 26:18 | 17:20 | –     | 43:38  |

## Classifica Finale
| Campione d'Europa | Campione d'Europa | Campione d'Europa |
| --- | ----------------- | --- |
| [[File: Flag of the Soviet Union (1936 – 1955).svg\|class=noviewer\| Unione Sovietica (bandiera)\|border\|150px]] Unione Sovietica3 Vlasov, 4 Kolpakov, 5 Nikitin, 6 Lõssov, 7 Kruus, 8 Larionov, 9 Konev, 10 Korkia, 11 Kullam, 12 Belov, 13 Moiseev, 14 Butautas, 19 Lagunavičius, All. Stepan Spandarjan |                   | |
| Argento | Cecoslovacchia    | Cecoslovacchia3 J. Baumruk, 4 Zemaník, 5 Škeřík, 6 Novák, 7 Kozák, 8 Matoušek, 9 M. Baumruk, 10 Sobota, 11 Rylich, 12 Vykydal, 15 Šíp, 16 Bobrovský, 17 Mrázek, 18 Nebuchla, All. Josef Andrle           |
| Bronzo | Francia           | Francia3 Vacheresse, 4 Thiolon, 5 Quiblier, 6 Devoti, 7 Freimuller, 8 Salignon, 9 Specker, 10 Chocat, 11 Dessemme, 13 Guillin, 14 Peirone, 15 Monclar, 16 Perniceni, 17 Buffière, All. Robert Busnel     |
| 4. | Bulgaria          | Bulgaria4 Bankov, 5 Šiškov, 6 Slavov, 7 Asenov, 8 Nejčev, 9 Semov, 10 Totev, 11 Kuzov, 12 Raškov, 13 Vladimirov, 14 Georgiev, 16 Popov, 17 Tomovski, All. Veselin Temkov                                 |
| 5. | Italia            | Italia3 Primo, 4 Bersani, 5 Tracuzzi, 6 Zucchi, 7 Romanutti, 8 Bongiovanni, 9 Rubini, 10 Sforza, 11 Marietti, 12 Pagani, 13 Cerioni, 14 De Carolis, 15 Ferretti, 16 Stefanini, All. Elliott Van Zandt    |
| 6. | Turchia           | Turchia3 Gündüz, 4 Granit, 5 Seldüz, 6 Demir, 7 Uras, 8 Sevin, 9 Gülçelik, 10 Barokas, 11 Partener, 12 E. Göreç, 13 Yalım, 14 Diyarbakırlı, All. Samim Göreç                                             |
| 7. | Belgio            | Belgio3 Eygel, 4 Crick, 5 Plas, 6 Baert, 7 De Pauw, 8 Kets, 9 Coosemans, 10 Ligon, 11 Van Gils, 12 Dewandelaer, 13 Gekiere, 14 Van Harck, All. Raymond Briot                                             |
| 8. | Grecia            | Grecia3 Matthaiou, 4 Mīlas, 5 Apostolidīs, 6 Lamprou, 7 Arvanitīs, 8 Cholevas, 9 Roumpanīs, 10 Stefanidīs, 11 Manias, 13 A. Spanoudakīs, 14 G. Spanoudakīs, 15 Taliadōros, All. Vladimīros Vallas        |
| 9. | Finlandia         | Finlandia3 Virtanen, 4 Lindholm, 5 Kyöstilä, 6 Suviranta, 7 Pietarinen, 8 Nuutinen, 9 Laaksonen, 11 Koivisto, 12 Mutru, 13 Heinänen, 14 Gustafsson, 15 Arppe, 16 Sylander, 17 Pöyhönen, All. Eino Ojanen |
| 10. | Paesi Bassi       | Paesi Bassi3 de Jong, 4 de Hoop, 5 van der Valk, 6 Gootjes, 7 van der Veen, 8 van de Broek, 9 Alberda, 10 van der Schuijt, 11 Hille, 12 Ouderland, 13 Koemans, 14 van Eijkeren, All. Dick Schmüll        |
| 11. | Austria           | Austria3 Zsak, 5 Puschner, 6 Vecernik, 7 Pollak, 8 Haselbacher, 9 Ledl, 13 Schober, 15 Glück, 16 Bohman, 17 Binder, 18 Polansky, 19 Praschl, All. Miodrag Stefanović                                     |
| 12. | Germania Ovest    | Germania Ovest3 Siebenhaar, 4 Konz, 5 Diefenbach, 6 Heinker, 7 Höhner, 8 Beyerlein, 9 Kronberger, 10 Leißler, 11 Bernhard, 12 Piontek, 13 Roth, 14 Schober, 15 Müller, 16 Stolz, All. Theo Clausen       |
| 13. | Svizzera          | Svizzera3 Stockly, 4 Gujer, 5 Winkler, 6 Bugna, 7 Droz, 8 Baumann, 9 Bossy, 10 Wohler, 11 Chiappino, 12 Dutoit, 13 Hermann, 14 Prahin, 15 Perroud, All. -                                                |
| 14. | Danimarca         | Danimarca3 Lundberg, 4 Norskov, 5 Korsbjerg, 6 Wilbek, 7 Tantholdt, 8 Can, 9 Søndergaard, 10 Melbye, 11 Thomsen, 12 Christensen, 13 Nielsen, 14 Søgaard, 15 Mygind, 16 Carlsen, All. -                   |
| 15. | Portogallo        | Portogallo3 M. Nogueira, 4 Reis, 5 Rui Duarte, 6 Carmo, 7 Couto, 8 Ferreira, 9 Gonçalves, 10 A. Nogueira, 11 C. Nogueira, 12 dos Santos, 13 Antunes, 14 Morgado, All. Fernando Gonçalves do Amaral       |
| 16. | Scozia            | Scozia3 Wright, 4 Fisher, 5 Henriksen, 6 Campbell, 7 Ross, 8 Hutchison, 9 Bell, 10 Smail, 11 McTear, 12 Dunn, 13 Dirk, 14 Gray, All. John Fisher                                                         |
| 17. | Lussemburgo       | LussemburgoNeumann, Steffen, Ley, Schmalen, Dentzer, Eyschen, Gales, Birel, Guillen, Steinmetz, Konsbruck, Haas, Linster, Frantz, All. Pierrot Conter                                                    |
| 18. | Romania           | Si è ritirata prima dell'inizio della competizione. |

## Premi individuali
- MVP del torneo:  Ivan Mrázek